# Funing, Yancheng
Funing, tidigare romaniserat Fowning, är ett härad i Yanchengs stad på prefekturnivå i Jiangsu-provinsen i östra Kina.
Orten är bland annat känd för att den kommunistledda Nya fjärde armén hade sitt högkvarter här juli 1941 till december 1942, under det andra kinesisk-japanska kriget.

## Källa
1. ↑  ”worldpostmarks.net”. Arkiverad från originalet den 2 januari 2015. https://web.archive.org/web/20150102101710/http://worldpostmarks.net/HTML%20Countries/china.htm. Läst 22 juli 2015.